# Raïon de Karma
Pour les articles homonymes, voir Karma (homonymie).

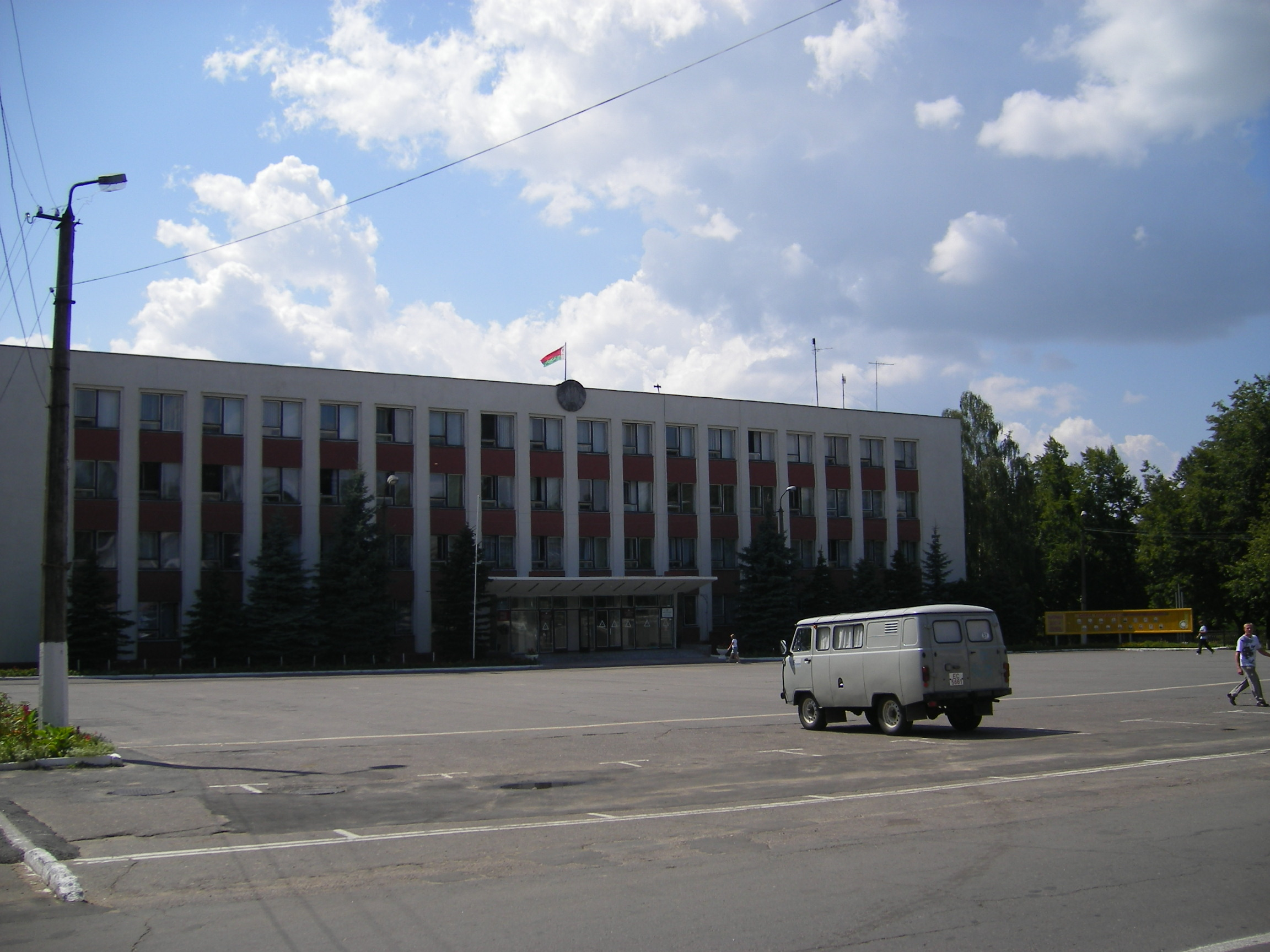
Siège de l'administration du raïon, à Karma.

Le raïon de Karma (en biélorusse : Кармянскі раён, Karmianski raïon ; en russe : Кормянский район, Karmianski raïon) est une subdivision de la voblast de Homiel ou oblast de Gomel, en Biélorussie. Son centre administratif est la commune urbaine de Karma.

## Géographie
Couvrant une superficie de 949,15 km2, le raïon est le plus petit de la voblast. Il est arrosé par la rivière Soj, un affluent du Dniepr. Les forêts occupent 37 % du territoire du raïon. Il est limité au nord et à l'est par la voblast de Moguilev (raïon de Slawharad et raïon de Krasnapolle), au sud par le raïon de Tchatchersk et à l'ouest par le raïon de Rahatchow.

## Histoire
Le raïon de Karma a été fondé le 17 juillet 1924. Il a d'abord fait partie de l'oblast de Moguilev avant d'être rattaché à l'oblast de Gomel, en 1938. Il a été supprimé en 1962 et rétabli en 1966.

## Population
Les résultats des recensements de la population (*) font apparaître une très forte diminution de la population depuis 1959. Ce déclin s'est accéléré dans les années 1990. Le raïon a été sérieusement touché par la catastrophe de Tchernobyl survenue en 1986.
| 1959*  | 1970*  | 1979*  | 1989*  | 1999*  | 2009*  |
| ------ | ------ | ------ | ------ | ------ | ------ |
| 37 068 | 33 366 | 29 808 | 26 125 | 18 681 | 15 456 |

### Nationalités
Selon les résultats du recensement de 2009, la population du raïon se composait de trois nationalités principales :
- 95,29 % de Biélorusses ;
- 3,08 % de Russes.

### Langues
En 2009, la langue maternelle était le biélorusse pour 85,88 % des habitants et le russe pour 13,26 %. Le biélorusse était parlé à la maison par 48,9 % de la population et le russe par 36,9 %.